# FIBA Asia Cup
La FIBA Asia Cup, conosciuta anche come FIBA Asia Stanković Cup (in onore di Borislav Stanković), è stata una competizione cestistica per squadre nazionali, organizzata con cadenza biennale dalla FIBA Asia.

## Albo d'oro
| Edizione | Sede        | 1º posto  | 2º posto      | 3º posto      | 4º posto  |
| -------- | ----------- | --------- | ------------- | ------------- | --------- |
| 2004     | Taipei      | Qatar     | Corea del Sud | Taipei cinese | Siria     |
| 2008     | Kuwait City | Giordania | Kazakistan    | Kuwait        | Qatar     |
| 2010     | Beirut      | Libano    | Giappone      | Qatar         | Filippine |
| 2012     | Tokyo       | Iran      | Giappone      | Qatar         | Filippine |
| 2014     | Wuhan       | Iran      | Taipei cinese | Filippine     | Cina      |
| 2016     | Tehran      | Iran      | Corea del Sud | Giordania     | Iraq      |